# Diego Ruiz Asín
Diego Ruiz Asín (Jaca, Huesca; 25 de junio de 1977) es un deportista español que compite en esquí de fondo. 

## Trayectoria
- Juegos Olímpicos de Nagano 1998
- * 87.º en 10 km estilo clásico
- *  65.º en 15 km estilo clásico
- *  19.º en los relevos 4 x 10 km
- Juegos Olímpicos de Turín 2006:
- * 47.º en 15 km estilo clásico
- *  23.º en 50 km estilo libre
- *  55.º en 30 km estilo combinado
- Juegos Olímpicos de Vancouver 2010:
- * 65.º en 15 km individual estilo libre
- *  44.º en 50 km salida en grupo estilo clásico.